# Apiomeris minuta
Apiomeris minuta är en mångfotingart som först beskrevs av Karl Wilhelm Verhoeff 1910.  Apiomeris minuta ingår i släktet Apiomeris och familjen klotdubbelfotingar. Inga underarter finns listade i Catalogue of Life.